# 高泰保
高 泰保（コウ・テボ、Ko Taebo、1939年7月25日 - 没年不明）は、日本の農学博士。大阪市出身。国籍は韓国。京都大学農学部育種学研究、国際高麗学会科学技術部会委員長歴任。アジアに特には、中国、ロシア、北朝鮮における食料問題解決の研究を深めた人物である。

## 経歴
- 1939年、大阪市で在日韓国・朝鮮人二世として生まれる。大阪府立大手前高等学校、京都府立大学、京都大学大学院農学研究科博士課程修了。育種学に関する多数の論文[1]発表。
- 1970年代初期には、在日農学博士として初めて第三国経由でブルガリアで開催された国際学会にも出席。当時新聞でも報道された。
- 日本各地はもちろん韓国、北朝鮮、中国、ロシア、ヨーロッパ、アメリカの研究現場および学会に勢力的に飛び回っていた。そんな中、世界のコリアン学者達との交流も深め学術をもって南北離散家族再会事業にも力を注いだ。
- 96年開催世界韓民族科学技術者綜合学術大会にも参加。当時の大韓民国大統領金泳三大統領とも国際学会で面識がある。
- 晩年は朝鮮半島を対象とする地域研究と同時に韓民族対象のコリア学研究[2]も深めた。
- 死の何年か前に以下の言葉を残している。学者としての自身の無力さ、分断された祖国と食料難にあえぐ北朝鮮同胞への憂いから出た言葉であると推測される。

## 生い立ち
- 映画血と骨の舞台にもなった大阪市東成区で5人兄弟の次男として生まれ育った。作家梁石日氏とは隣近所。両親揃っての生活は、数年のみ。
- 父親が韓国に戻り兄が不遇の死をとげてからは、長男として残された3人の弟と母親一人手で育てられる。
- 生涯日本国籍を取得することなく当時の国籍条項下で京都大学農学部研修員として研究を続ける。兄を追うように弟3人も学者となる。
- 父親は、大韓民国建国初期の歴史学者及び政治学者である高権三。

## エピソード
- 当時父親不在の極貧の中、息子5人を育て上げ大学院にまで行かせた母親（宗時子）。
- 息子達は、口を揃えて「母の働く姿は見れども寝る姿を見たことがなかった」と言う。そんな、母（時子）の日常の素顔が小説「血と骨」に〜エキセントリックな石原のおばさん〜として書き留められている。

## 論文
- 「人為突然変異の利用に関する育種学的研究：VI.処理次代の変異限界外個体出現率による突然変異誘起効果の評価」（育種學雜誌 19(2), 89-93, 1969-04-30）
- 「人為突然変異の利用に関する育種学的研究：VII.選抜個体群における突然変異体頻度の推定」（育種學雜誌 20(2), 101-104, 1970-04-30）
- 「人為突然変異の利用に関する育種学的研究：VIII.エチレンイミンおよびX線により誘起された不稔性の遺伝について」（育種學雜誌 20(4), 219-222, 1970-08-31）
- 「水稲における誘発雄性不稔突然変異の遺伝子分析：人為突然変異の利用に関する育種学的研究XVI」（育種學雜誌 37(2), 192-198, 1987-06-01）